# John Hollis
John Hollis (* 12. November 1927 als Bertie Wyn Hollis in Fulham, London; † 18. Oktober 2005 in Richmond upon Thames, London) war ein britischer Schauspieler.

## Leben und Karriere
John Hollis wurde am 12. November 1927 als Bertie Wyn Hollis im Londoner Stadtbezirk Hammersmith and Fulham geboren. Als Fernsehdarsteller war er ab Ende der 1950er-Jahre regelmäßig in verschiedenen britischen Serien zu sehen, so auch in zwei Episoden der von 1962 bis 1969 ausgestrahlten Krimiserie Simon Templar (The Saint) mit Roger Moore in der Titelrolle.
1967 spielte er eine kleinere, im Abspann ungenannte, Nebenrolle in der hochkarätig besetzten „inoffiziellen“ James-Bond-Persiflage Casino Royale von Produzent Charles K. Feldman. In den späten 1970er-Jahren fand er seinen Weg ins Science-Fiction-Genre und verkörperte neben Marlon Brando ein Mitglied des Kryptonischen Ältestenrates in Superman von 1978. In Superman II – Allein gegen alle von 1980 spielte er erneut als Ratsmitglied und im selben Jahr absolvierte er in Flash Gordon einen Auftritt an der Seite von Max von Sydow.
Ebenfalls 1980 spielte er als Lando Calrissians schweigsamer Adjutant Lobot in Star Wars: Episode V – Das Imperium schlägt zurück seine bis heute wohl bekannteste Rolle. Über diese äußerte er sich humorvoll:

„Wenn man eine Rolle spielt, wo man mit roten, blinkenden Lichtern auf dem Kopf herumläuft, kann man nichts falsch machen, oder?
(englisch If you've got a part where you're walking around with lights flashing on your head, you can't really fail, can you?)“

1981 kehrte er in den 007-Filmkosmos zurück und absolvierte den, bis zum Reboot im Jahr 2015, letzten „offiziellen“ Leinwandauftritt von Bonds Erzfeind Ernst Stavro Blofeld in der Eröffnungssequenz von In tödlicher Mission (For Your Eyes Only) von John Glen. Obwohl der kahlköpfige, Mao-Anzug-tragende, Perserkatzen-streichelnde „Schurke im Rollstuhl“ offenkundig und unverwechselbar Ernst Stavro Blofeld darstellen sollte, wurde er namentlich wegen des tobenden Feuerball-Urheberrechtsstreits zwischen Kevin McClory und Eon Productions nicht erwähnt. Infolgedessen wurde der Charakter zehn Jahre nach seinem letzten Auftritt völlig anonym und unzeremoniell „entsorgt“. Neben Anthony Dawson, Donald Pleasence, Telly Savalas, Charles Gray und Christoph Waltz, sowie Max von Sydow im „inoffiziellen“ Bond-Film Sag niemals nie, war John Hollis einer von insgesamt sieben Darstellern, die die Rolle des 007-Erzschurken gespielt hatten.
Hollis war zweimal verheiratet und Vater einer Tochter, die ebenfalls Schauspielerin wurde. Er starb am 18. Oktober 2005 im Alter von 77 Jahren in seiner Heimatstadt London.

## Filmografie (Auswahl)
- 1963, 1967: Simon Templar (Fernsehserie, 2 Folgen)
- 1963–1968: Mit Schirm, Charme und Melone (The Avengers) (Fernsehserie, 4 Folgen)
- 1967: Casino Royale (Regie: Val Guest, Ken Hughes, John Huston, Joseph McGrath und Robert Parrish)
- 1967: Das dreckige Dutzend (The Dirty Dozen, Regie: Robert Aldrich)
- 1972: Die Onedin-Linie (The Onedin Line) (Fernsehserie, 1 Folge)
- 1972: Doctor Who (Fernsehserie, 4 Folgen)
- 1975: Sherlock Holmes’ cleverer Bruder (The Adventure of Sherlock Holmes’ Smarter Brother, Regie: Gene Wilder)
- 1978: Superman (Regie: Richard Donner, mit Christopher Reeve)
- 1980: Superman II – Allein gegen alle (Regie: Richard Donner und Richard Lester)
- 1980: Flash Gordon (Regie: Mike Hodges)
- 1980: Das Imperium schlägt zurück (The Empire Strikes Back, Regie: Irvin Kershner)
- 1981: James Bond 007 – In tödlicher Mission (For Your Eyes Only, Regie: John Glen)
- 1987: Superman IV – Die Welt am Abgrund (Superman IV: The Quest for Peace, Regie: Sidney J. Furie)
- 1999: Die Bibel – Esther (Esther, Regie: Raffaele Mertes)